# Joseph Lange

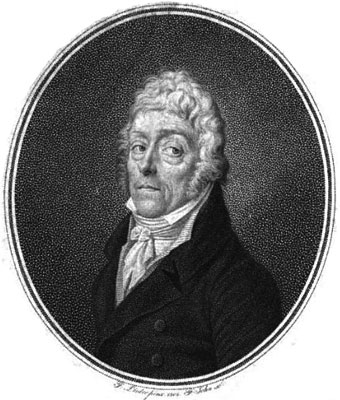
Joseph Lange Frontispiz Autobiografie 1808

Joseph Lange (Würzburg, 1 de abril de 1751 - Viena 17 de septiembre de 1831) fue un actor y pintor aficionado del siglo XVIII. Debido a su matrimonio con Aloysia Weber, era concuñado de Wolfgang Amadeus Mozart.

## Vida

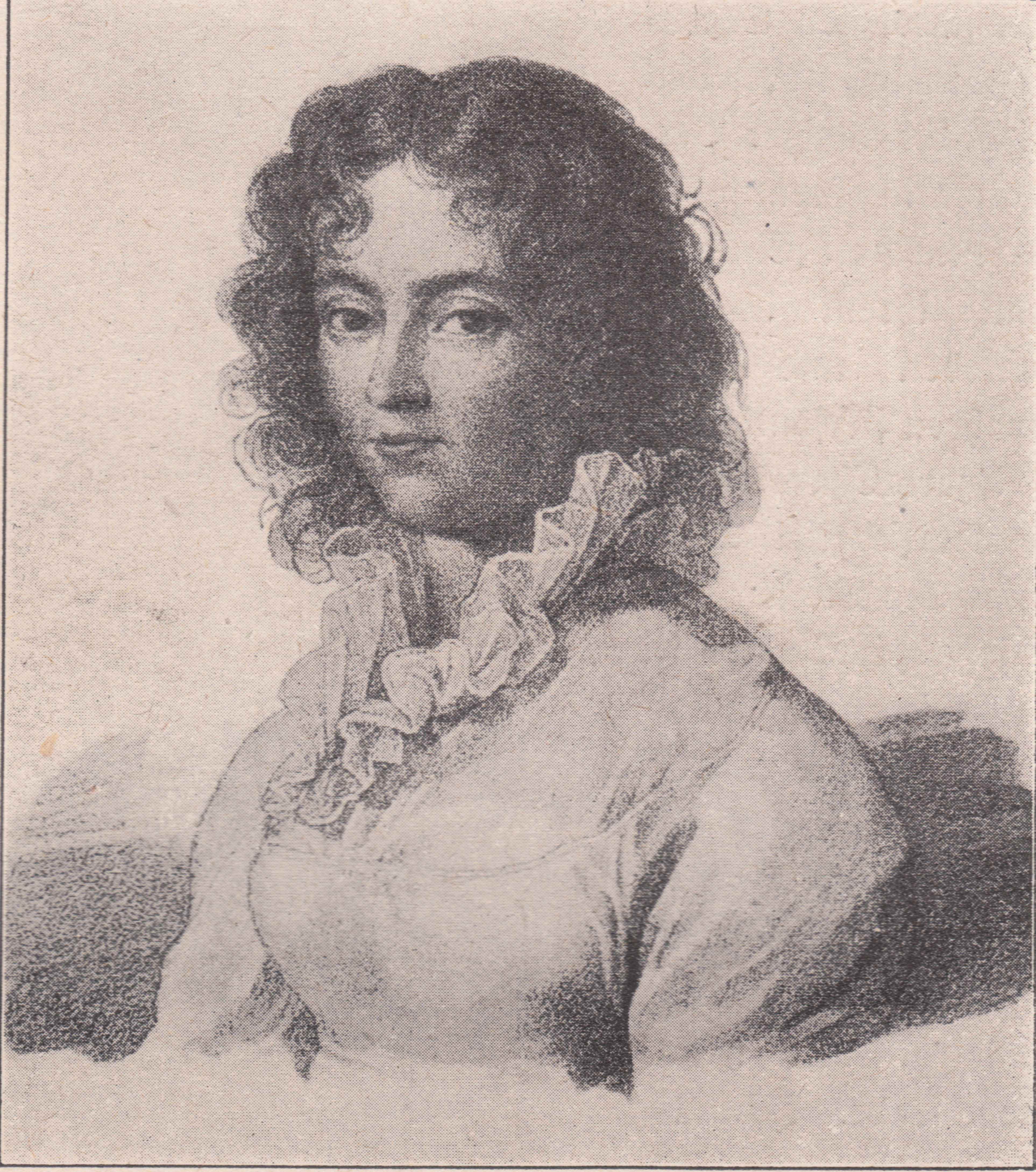
Constanze Lange (1783) Collections of the Salzburg Museum

Su primer matrimonio, en 1775, fue con Maria Anna Elisabeth Schindler, hija de Ernst Philipp Schindler, un pintor de miniaturas y director de pintura en la fábrica de porcelana vienesa. Maria Anna murió el 14 de marzo de 1779 de neumonía.
Más tarde se casó con Aloysia Weber, una exitosa soprano, en Viena el 31 de octubre de 1780. Ese año también acordó proporcionar sustento económico a la madre de Aloysia,  Cäcilia, en ese momento viuda, con un pago anual de 700 florines.
Mozart se casó con la hermana menor de Aloysia, Constanze en Viena en 1782, y se convirtió así en cuñado de Lange. Los Mozart y los Langes parecen haber sido amigos, ya que el registro escrito conserva varias ocasiones en las cuales socializaron juntos, como también lo hicieron Wolfgang y Joseph individualmente. Tanto Lange como Mozart eran masones; ver Mozart y la francmasonería.
En 1783, Lange participa en una de las obras de Mozart, una "mascarada" (pantomima con música), compuesta para el Carnaval. Los personajes eran figuras tradicionales de la Commedia dell'arte, y la música fue compuesta por Mozart (K. 446). Lange interpretó a Pierrot, y el propio Mozart realizó el papel de Arlequín.
En 1787, Lange apareció en otra obra de Mozart, su ópera  Der Schauspieldirektor . Tomó el papel hablado de Herz, y su esposa Aloysia uno de los dos papeles de soprano primarias, el de Madame Herz.
A partir de 1795, vivió separado de Aloysia. En 1808, publicó su autobiografía. Desde alrededor de 1800 vivió junto con una Teresa Koch, con la que tuvo tres hijas.

## Apreciación
El tenor  Michael Kelly, que escribió en 1826 sus memorias, consideró a Lange un "excelente comediante"; es decir, actor de comedia. Kelly había pasado los primeros años de su carrera en Viena como un cantante de ópera.

## Retratos de Lange de Mozart y de la familia
Lange pintó el famoso retrato de su cuñado en 1782-1783. La siguiente imagen es un detalle del retrato enfatizando la cara de Mozart.:

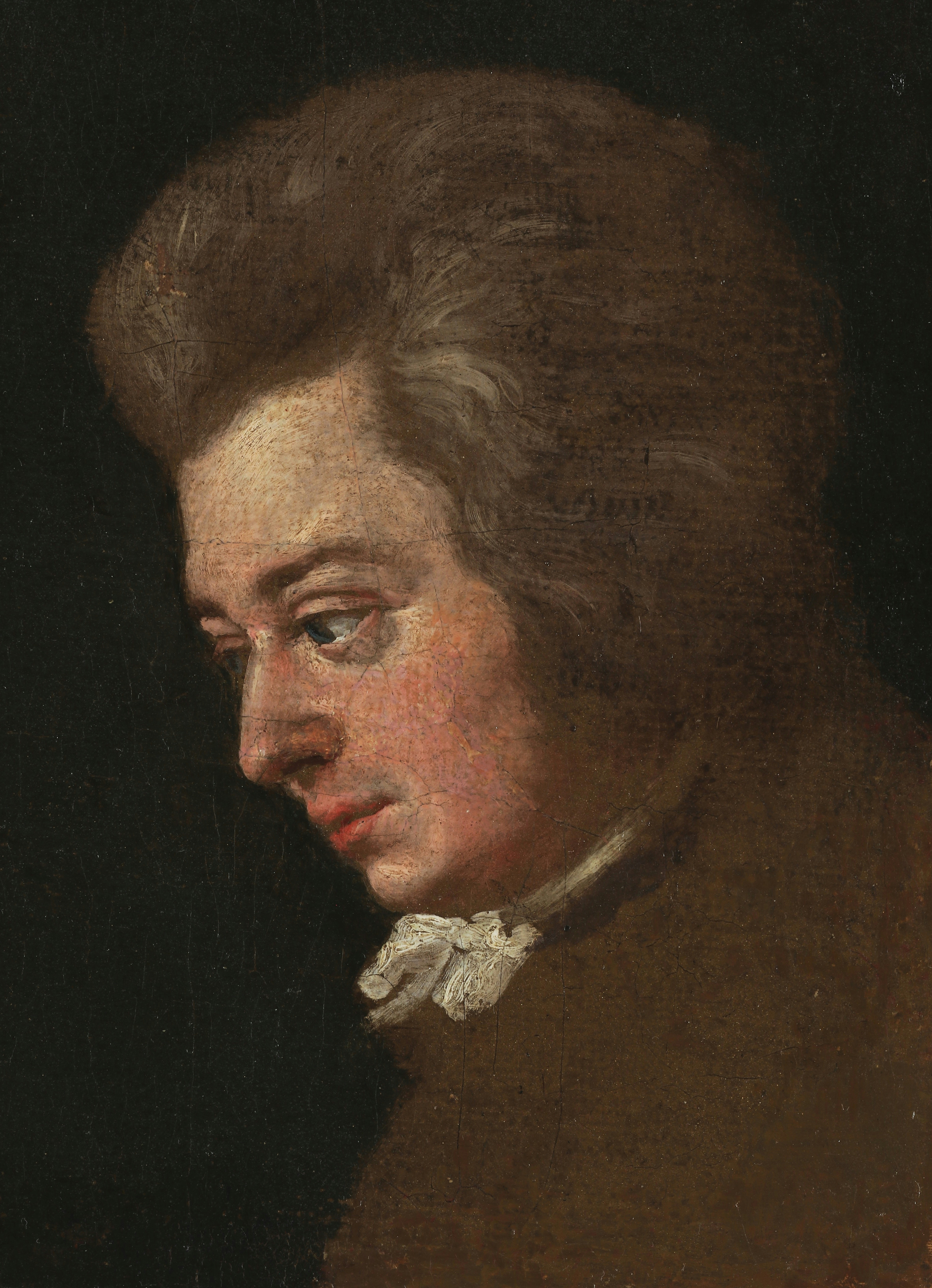
Mozart, por Joseph Lange

La pintura completa se muestra en la siguiente imagen.

Mozart, por Joseph Lange

En marzo de 2009 el musicólogo  Michael Lorenz fue el primero en darse cuenta de que la pintura originalmente era una miniatura sobre 19 x 15 centímetros de tamaño, mostrando únicamente la cara de Mozart. Más tarde fue colocada en un lienzo más grande, al parecer con la intención de retratar Mozart sentado al piano, pero la pintura ampliada nunca fue terminado.
Constanze Mozart, entrevistado en la vejez por Vincent y María Novello, dijo que el retrato de Lange fue "por lejos el de mejor semejanza con él".
Lange también pintó un pequeño retrato de Constanze en 1782 que fue ampliado más tarde:

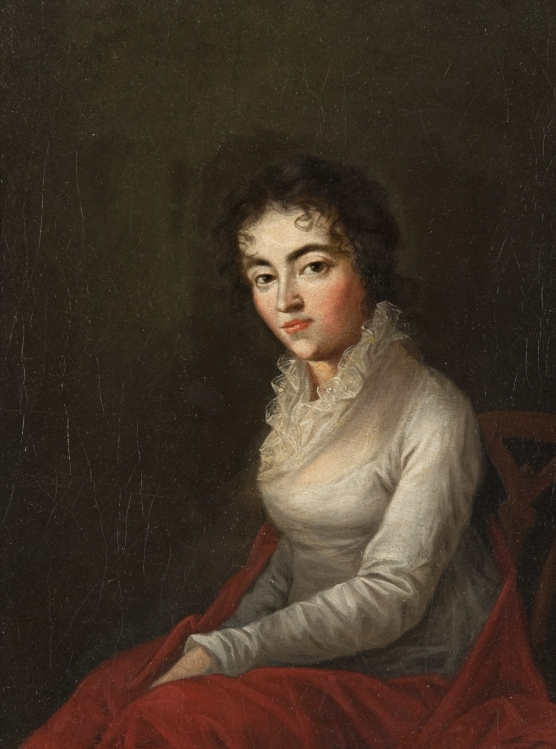
Costanze Mozart by Lange 1782

Durante las visitas de Leopoldo Mozart a Viena en 1785, Lange dibujó un retrato de él también, pero este se perdió. Continuó pintando en su vejez.